# Ludwig Franzius
Ludwig Franzius, född 1 mars 1832 i Wittmund, Ostfriesland, död 23 juni 1903 i Bremen, var en tysk vattenbyggnadsingenjör.
Franzius blev 1864 vattenbyggnadsinspektor i Osnabrück och strax därefter teknisk referent i generaldirektionen för vattenbyggnader samt 1867 docent vid Bauakademie i Berlin. År 1875 blev han förflyttad till Bremen, som överdirektör och chef för statsbyggnaderna, och 1892 blev han medlem av preussiska kommissionen för avvändande av högvattensfaror.
Franzius var en synnerligen framstående vattenbyggare och upprättade förslag till och ledde utförandet av en mängd stora anläggningar, bland annat frihamnen i Bremen, regleringen av nedre Weser, fyrtornet vid Roter Sand, Kejsarslussen och Kejsardockan i Bremerhaven, Weserbron och dynerna vid Helgoland. Han uppgjorde även förslag till den nya förbigångskanalen i anslutning till Mittellandkanalen.
Som författare var Franzius en av de grundläggande inom den dåtida vattenbyggnadstekniken. Han utgav bland annat Der Wasserbau (i "Handbuch der Baukunde", 1890) samt tillsammans med Sonne tredje bandet (Wasserbau) och med Lincke fjärde bandet (Baumaschinen) av "Handbuch der Ingenieurwissenschaften".

## Fotnoter
1. 1 2  Aaron Swartz, Open Library, Open Library-ID: OL2512365A, läst: 9 oktober 2017.[källa från Wikidata]
2. ↑  Gemeinsame Normdatei, läst: 1 mars 2015.[källa från Wikidata]